# Marjan Faritous
Marjan Faritous (persiska: مرجان فریتوس), även känd som Persia Pele, född 8 augusti 1982 i Teheran, är en iransk-amerikansk fotomodell, skådespelare och porrskådespelare. 
Marjan Faritous är född i Iran och flyttade till San Francisco 1984. Hon är utbildad vid teaterhögskolan The American Conservatory Theater. Hon har medverkat i flera Hollywood-filmer, däribland Miss B's Hair Salon, Color of the Cross och Ride Sweet Die Slow.
Marjan Faritous påbörjade sin karriär som porrskådespelare 2008 under namnet Persia Pele. Hon nominerades 2010 till MILF Performer of the Year av AVN.